# Melkinthorpe
Melkinthorpe är en by (hamlet) i Cumbria, England. Den har 6 kulturmärkta byggnader, inklusive Brownhow, Clematis Cottage and Sycamore Cottage, Fossils, Larch Cottage with Barn and Stable Adjoining, Rose Cottage and Stable Adjoining och Wood House.